# Velòdrom Olímpic de Rio
El Velòdrom Olímpic de Rio (oficialment Velódromo Municipal do Rio), conegut antigament com a Velòdrom de Barra, és un velòdrom de Rio de Janeiro, Brasil, situat al Complex Esportiu Ciutat dels Esports, on antigament hi havia l'Autòdrom Internacional Nelson Piquet. Originàriament construït el 2007 per acollir els Jocs Panamericans, amb la celebració dels Jocs Olímpics d'Estiu de 2016, serà la seu de les proves de ciclisme en pista.

## Velòdrom original
Va ser inaugurat l'11 juliol de 2007 poc abans de realitzar-se els Jocs Panamericans. Va ser el primer velòdrom cobert del Brasil i el segon d'Amèrica del Sud. La pista de fusta, va ser construïda als Països Baixos amb pi siberià per Sander Douma Arquitectes.

## Velòdrom nou
Un velòdrom nou, amb forma de casc de bicicleta, va ser dissenyat per arquitectes alemanys de Schuermann, qui hi havia dissenyat set ciclisme Olímpic recintes, entre ells el Velòdrom de Laoshan del 2008. La reconstrucció final va ser de les més problemàtiques de les fetes pels Jocs, amb constants retards i canvis de contractistes. Tots els tests de prova van haver de ser cancel·lats, mentre el Velòdrom es finalitzava el 25 de juliol de 2016, poc abans de l'inici dels Jocs.